# ATP1A3
ATP1A3‏ (ATPase Na+/K+ transporting subunit alpha 3) هوَ بروتين يُشَفر بواسطة جين ATP1A3 في الإنسان.